# Sanullim
I Sanullim (산울림?, San-ullimLR, anche Sanulrim, lett. "Eco di montagna") sono stati un gruppo musicale rock sudcoreano, formatosi nel 1977 e scioltosi nel 1991. Composto dai tre fratelli Kim Chang-wan, Kim Chang-hoon e Kim Chang-ik, è stata una delle prime rock band del Paese, tra i pionieri dell'hard rock.

## Storia
I Sanullim si formano nel 1977 su iniziativa di Kim Chang-hoon, uno studente di scienze e tecnologie alimentari all'università nazionale di Seul, dopo aver vinto l'MBC University Song Festival con la band dell'università, i Sand Pebbles. Chang-hoon coinvolge nei Sanullim il fratello maggiore Chang-wan e il fratello minore Chang-ik. Il trio suonava insieme da cinque anni, e aveva già scritto 150 canzoni, che decide di riunire formalmente in un disco. Firma quindi con la Seorabeol Record e riscuote un successo immediato con l'album di debutto Oh! Already, vendendo mezzo milione di copie e venendo invitato a numerosi festival universitari. Il loro secondo lavoro in studio, Cover My Heart With Silk, sperimenta con l'heavy metal ed è acclamato dal pubblico, vendendo tanto quanto Oh! Already e ricevendo un TBC Music Award nel 1978. Nell'aprile 1979, le attività vengono sospese a causa della leva militare di Chang-hoon e Chang-ik, ma riescono comunque a pubblicare tre album: il primo è un fallimento commerciale ma un successo di critica, il secondo raccoglie colonne sonore per serie televisive e film che avevano registrato in precedenza, mentre il terzo viene completato approfittando dei periodi di licenza per registrare nuovo materiale. Chang-hoon ha in seguito definito questi tre album "illegittimi", ritenendo che non rispecchiassero la loro musica.
I fratelli si riuniscono a luglio del 1981, e la loro popolarità cresce nei due anni seguenti; tuttavia, la musica porta loro pochi guadagni, e nel settembre 1982 Chang-hoon e Chang-ik prendono strade lavorative diverse: il primo si trasferisce a Los Angeles, mentre il secondo a Vancouver, avviando un'impresa di distribuzione alimentare. Si sciolgono ufficialmente nel 1991 dopo il dodicesimo album Dreaming Park. Nel 1997, quando il rock torna in voga in Corea, pubblicano il tredicesimo album Rainbow, che riceve reazioni tiepide.
Kim Chang-wan ha continuato a suonare dopo la fine dei Sanullim, dedicandosi parallelamente alla carriera d'attore. Chang-ik è deceduto a Vancouver a 50 anni il 29 gennaio 2008, in un incidente stradale mentre guidava un carrello elevatore durante una forte nevicata. Chang-hoon è tornato in Corea nel 2017 formando la band dei Black Stones.
A fine 2008 tutti i loro album sono stati raccolti in The Story of Sanullim - Complete Studio Recordings.

## Stile musicale e lascito
La musica dei Sanullim, prevalentemente scritta da Kim Chang-wan e in parte da Kim Chang-hoon, è fortemente influenzata da John Fogerty e dai Creedence Clearwater Revival, e ha una forma in prosa anziché in rima, contrariamente ai testi dei loro contemporanei coreani. Diversi critici ritengono che contenga un "sentimento nazionale", e Lim Jin-mo li ha definiti "la più coreana delle rock band". Il loro debutto con Oh! Already contribuì a rivitalizzare l'industria musicale locale, che due anni prima era stata colpita dalla censura governativa e da arresti di massa per uso di cannabis, riportando in auge il rock e la cultura giovanile. Hanno ispirato diversi artisti sia rock che non, tra cui i Kiha & The Faces.
Oltre a hit di musica popolare, hanno scritto anche quattro album di canzoni per bambini di successo, tra cui i classici Naughty Boy e San Granpa.

## Formazione
- Kim Chang-wan – leader, voce, chitarra
- Kim Chang-hoon – voce, chitarra, basso, tastiera
- Kim Chang-ik – batteria

## Discografia

### Album in studio
- 1977 – Oh! Already?
- 1978 – Cover My Heart With Silk
- 1978 – My Heart
- 1979 – Express Train
- 1979 – An Hourglass in a Mid-day
- 1980 – Please Wait a Little
- 1981 – Please Don't Go
- 1982 – Birds Fly
- 1983 – Remember Your Smile
- 1984 – A Dancing Night
- 1986 – A Sad Toy
- 1991 – Dreaming Park
- 1997 – Rainbow

#### Canzoni per bambini
- 1979 – Gifts for Children, Sanullim's Children's Songs (Volume 1)
- 1981 – Gifts for Children, Sanullim's Children's Songs (Volume 2)
- 1982 – Gifts for Children, Sanullim's Children's Songs (Volume 3)
- 1984 – Song of Innocence

### Raccolte
- 2008 – The Story of Sanullim - Complete Studio Recordings

## Riconoscimenti
- Korean Music Award[13]
  - 2009 – Premio alla carriera
- TBC Music Award[4]
  - 1978 – Miglior album di un gruppo per Cover My Heart With Silk
  - 1981 – Miglior album di un gruppo per Please Don't Go